# مارك لويس (لاعب كرة قاعدة)
مارك لويس (بالإنجليزية: Mark Lewis)‏ هو لاعب كرة قاعدة أمريكي، ولد في 30 نوفمبر 1969 في هاملتن في الولايات المتحدة.

## وصلات خارجية
- مارك لويس على موقع دوري كرة القاعدة الرئيسي (الإنجليزية)
- مارك لويس على موقعبيزبول رفرنس.كوم (الدوري الرئيسي) (الإنجليزية)
- مارك لويس على موقعبيزبول رفرنس.كوم (الدوري الثانوي) (الإنجليزية)
- مارك لويس على موقع إي إس بي إن.كوم (أم.أل.بي) (الإنجليزية)
- مارك لويس على موقع مشجعي الرسوم البيانية (الإنجليزية)